# Jelena Filatova

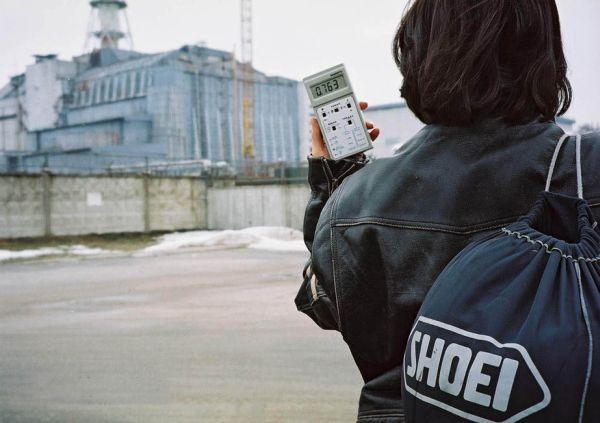
Jelena Filatova: Pracovník drží Geigerův-Müllerův počítač zjišťující míru radiace, z cyklu Černobyl – Naše Pyramidy

Jelena Filatova (rusky: Елена Филатова, ukrajinsky: Олена Володимирівна Філатова, pseudonymy: Kid of Speed, Gamma Girl) (* 1974 Ukrajina) je ukrajinská motocyklistka a fotografka, která na internetu používá přezdívku „KiddOfSpeed“. Její internetové stránky, které obsahují fotografickou esej z její vymyšlené sólové jízdy na motocyklu přes černobylskou uzavřenou zónu, získaly velkou popularitu. Později autorka přiznala, že příběh doprovázející fotografie byl smyšlený, snímky byly pořízeny během veřejné skupinové turistické akce. Její webové stránky získaly popularitu díky zmínce na webu Slashdot a dalších on-line zpravodajských stránkách.

## Černobyl
Na svých internetových stránkách zveřejnila fotografie svého motocyklu a také z výletu v okolí černobylské jaderné elektrárny, necelých 18 let po černobylské katastrofě. Navštívila prakticky opuštěné město Pripjať a zónu kolem jaderné elektrárny.
Filatova pořídila velké množství fotografií černobylských staveb, chat, rezavějících a nikdy nepoužitých zábavních zařízení a kolotočů, interiérů starých škol a domovů, plynových, policejních a vládních stanic a také lidí, kteří by se měli do této oblasti vrátit. Fotografie byly uspořádány ve formě příběhu prezentovaného jako popis výletu motorkáře, který cestoval sám v nebezpečné ozářené zóně. Nicméně černobylský průvodce Jurij Tatarčuk prohlásil, že Filatova si „rezervovala prohlídku, měla na sobě koženou bundou a pózovala při fotografování“.

## Galerie

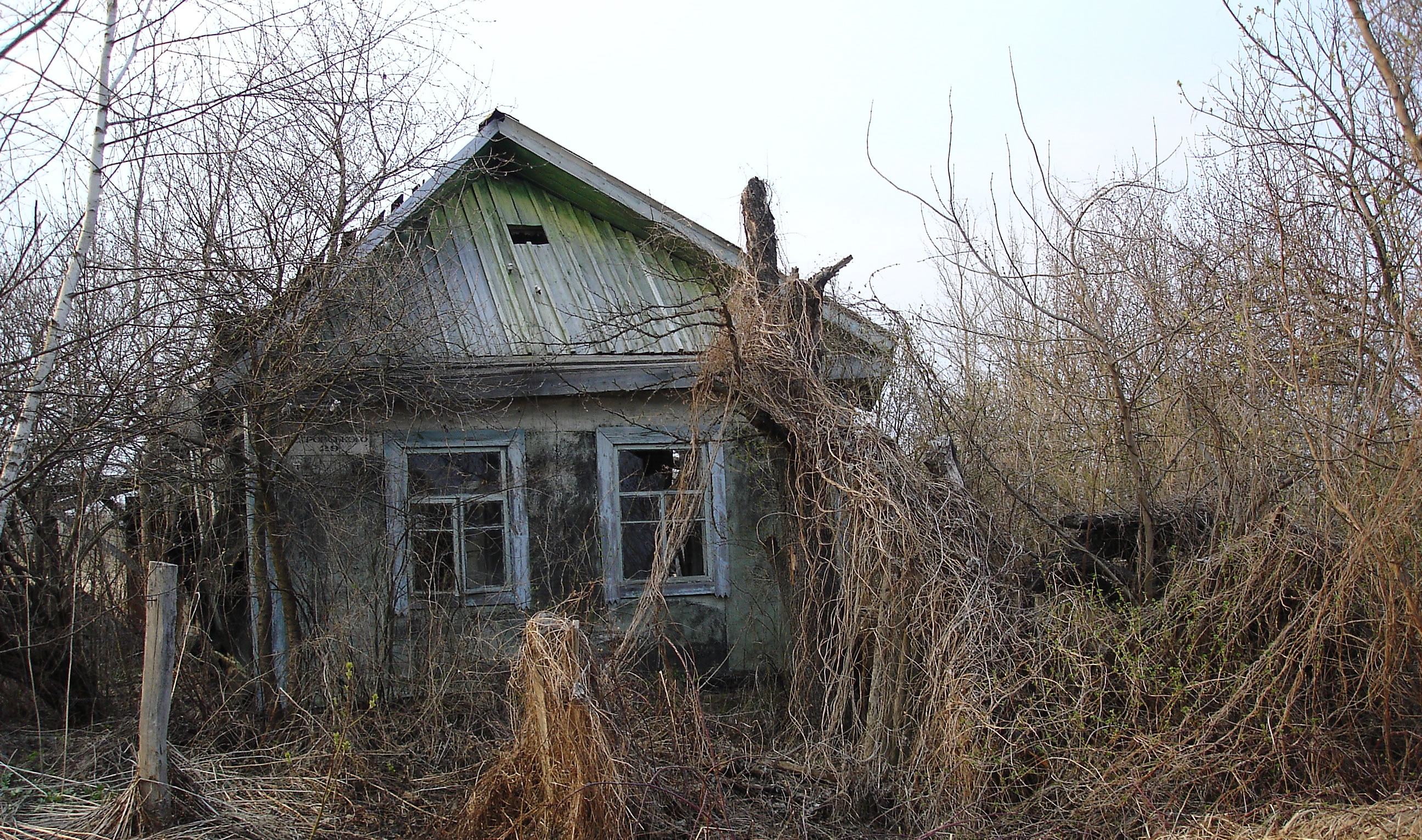
Mrtvá zóna, 2004
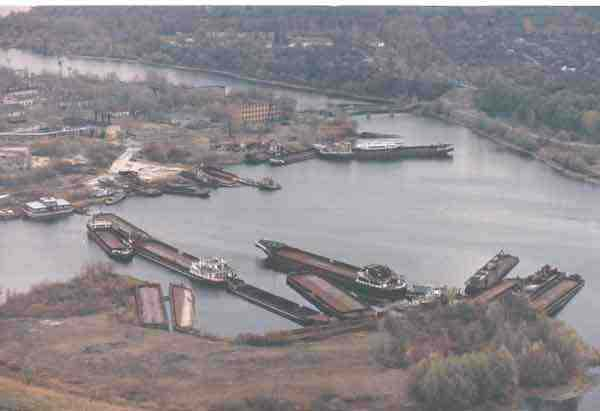
Pripjať, 2004
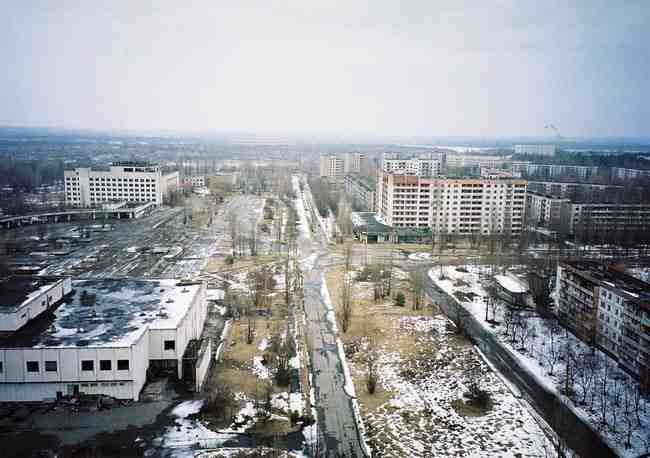
Pripjať, 2004